# A Place of Execution
A Place of Execution é um romance policial de Val McDermid, publicado pela primeira vez em 1999. O romance ganhou o Los Angeles Times Book Prize, o Dilys Award de 2001, foi pré-selecionado para o Gold Dagger e o Edgar Award e foi escolhido pelo The New York Times como um dos livros mais notáveis do ano.

## Trama
O romance tem duas histórias paralelas; a primeira, ambientada em 1963, segue o inspetor-detetive George Bennett, que tenta localizar uma garota desaparecida em Derbyshire. O segundo, ambientado nos dias atuais, acompanha a jornalista Catherine Heathcote, cujos planos de publicar uma história sobre a investigação são frustrados quando Bennett inexplicavelmente para de cooperar e ela tenta descobrir o porquê.

## Adaptação para televisão
O romance foi adaptado para a televisão por Patrick Harbinson e transformado em um drama de três partes exibido na ITV 1 (primeiro episódio exibido em 22 de setembro de 2008). Foi produzido no Reino Unido pela Coastal Productions em colaboração com a ITV. A série foi indicada ao prêmio The UK TV Dagger no Crime Thriller Awards de 2009, e a estrela Juliet Stevenson foi premiada como Melhor Atriz. Também foi ao ar como uma série de três partes em novembro de 2009 nos Estados Unidos como parte da série de antologia Masterpiece: Contemporary!. O roteiro ganhou o prêmio Edgar de 2010 de melhor episódio de televisão da Mystery Writers of America.

## Prêmios
- Prêmio Dilys 2001[4]
- Prêmios Macavity 2001[5]
- Prêmio Anthony 2001[6]